# وانادزور
وانادزور (بالأرمنية: Վանաձոր) هي مدينة و بلدية تقع في محافظة لوري في أرمينيا. يقدر عدد سكانها بـ 105,000 نسمة ومساحتها 25.1 كم2 وترتفع عن سطح البحر 1,350 متر.

## المناخ
يظهر الجدول التالي التغييرات المناخية على مدار السنة لوانادزور:
| البيانات المناخية لـوانادزور      | البيانات المناخية لـوانادزور | البيانات المناخية لـوانادزور | البيانات المناخية لـوانادزور | البيانات المناخية لـوانادزور | البيانات المناخية لـوانادزور | البيانات المناخية لـوانادزور | البيانات المناخية لـوانادزور | البيانات المناخية لـوانادزور | البيانات المناخية لـوانادزور | البيانات المناخية لـوانادزور | البيانات المناخية لـوانادزور | البيانات المناخية لـوانادزور | البيانات المناخية لـوانادزور |
| الشهر                             | يناير                        | فبراير                       | مارس                         | أبريل                        | مايو                         | يونيو                        | يوليو                        | أغسطس                        | سبتمبر                       | أكتوبر                       | نوفمبر                       | ديسمبر                       | المعدل السنوي                |
| --------------------------------- | ---------------------------- | ---------------------------- | ---------------------------- | ---------------------------- | ---------------------------- | ---------------------------- | ---------------------------- | ---------------------------- | ---------------------------- | ---------------------------- | ---------------------------- | ---------------------------- | ---------------------------- |
| متوسط درجة الحرارة الكبرى °م (°ف) | 1.2 (34.2)                   | 2.3 (36.1)                   | 6.9 (44.4)                   | 13.3 (55.9)                  | 18.6 (65.5)                  | 22.6 (72.7)                  | 25.7 (78.3)                  | 25.6 (78.1)                  | 22.0 (71.6)                  | 16.3 (61.3)                  | 9.1 (48.4)                   | 3.3 (37.9)                   | 13.9 (57.0)                  |
| المتوسط اليومي °م (°ف)            | −3.7 (25.3)                  | −2.7 (27.1)                  | 1.8 (35.2)                   | 7.4 (45.3)                   | 12.4 (54.3)                  | 16.0 (60.8)                  | 19.0 (66.2)                  | 18.9 (66.0)                  | 14.9 (58.8)                  | 9.8 (49.6)                   | 3.9 (39.0)                   | −1.1 (30.0)                  | 8.1 (46.5)                   |
| متوسط درجة الحرارة الصغرى °م (°ف) | −8.5 (16.7)                  | −7.6 (18.3)                  | −3.3 (26.1)                  | 1.6 (34.9)                   | 6.3 (43.3)                   | 9.5 (49.1)                   | 12.3 (54.1)                  | 12.2 (54.0)                  | 7.8 (46.0)                   | 3.3 (37.9)                   | −1.2 (29.8)                  | −5.5 (22.1)                  | 2.2 (36.0)                   |
| الهطول مم (إنش)                   | 20 (0.8)                     | 26 (1.0)                     | 36 (1.4)                     | 57 (2.2)                     | 94 (3.7)                     | 83 (3.3)                     | 51 (2.0)                     | 42 (1.7)                     | 33 (1.3)                     | 41 (1.6)                     | 32 (1.3)                     | 19 (0.7)                     | 534 (21)                     |
| المصدر: Climate-Data.org          |                              |                              |                              |                              |                              |                              |                              |                              |                              |                              |                              |                              |                              |

## المدن التوأمة
مدن Bagneux، باسادينا (كاليفورنيا)، بودولسك و باطومي هي مدن توأمة لـوانادزور.

## أعلام
- ألبرت أزاريان
- تيغران سركسيان
- أرسين سركسيان
- أرتور ميكاليان
- رومان ميتيشيان